# Groupe G des éliminatoires de la Coupe d'Afrique des nations de football 2021
Navigation
Groupe F Groupe H
Le groupe G des éliminatoires de la Coupe d'Afrique des nations de football 2021 est une compétition qualificative pour la phase finale de la Coupe d'Afrique des nations de football 2021. Elle se déroule de novembre 2019 à mars 2021.  Ce groupe est composé des Comores, de l'Égypte, du Kenya et du Togo.

## Tirage au sort
Le tirage au sort se déroule le 18 juillet 2019 au Caire, pendant la CAN 2019. Les 51 sélections africaines sont classées dans cinq chapeaux selon leur classement FIFA.
Le tirage au sort désigne les équipes suivantes dans le groupe G :
- Chapeau 1 :  Égypte (8e du classement CAF et 58e du classement FIFA)
- Chapeau 2 :  Kenya (23e du classement CAF et 105e du classement FIFA)
- Chapeau 3 :  Togo (34e du classement CAF et 128e du classement FIFA)
- Chapeau 4 :  Comores' (43e du classement CAF et 148e du classement FIFA)

## Résultats

### Classement
| Rang | Équipe  | Pts | J | G | N | P | Bp | Bc | Diff |  | Résultats (▼ dom., ► ext.) |     |     |     |     |
| ---- | ------- | --- | - | - | - | - | -- | -- | ---- |  | -------------------------- | --- | --- | --- | --- |
| 1    | Égypte  | 12  | 6 | 3 | 3 | 0 | 10 | 3  | +7   |  | Égypte                     |     | 4-0 | 1-1 | 1-0 |
| 2    | Comores | 9   | 6 | 2 | 3 | 1 | 4  | 6  | -2   |  | Comores                    | 0-0 |     | 2-1 | 0-0 |
| 3    | Kenya   | 7   | 6 | 1 | 4 | 1 | 7  | 7  | 0    |  | Kenya                      | 1-1 | 1-1 |     | 1-1 |
| 4    | Togo    | 2   | 6 | 0 | 2 | 4 | 3  | 8  | -5   |  | Togo                       | 1-3 | 0-1 | 1-2 |     |

### Matchs
| 1re journée                  | Togo    | 0 - 1   | Comores      | Stade de Kégué, Lomé                  |                                       |
| 14 novembre 2019 16:00 UTC±0 |         | (0 - 0) | 51e Selemani | Arbitrage : Jean-Jacques Ndala Ngambo | Arbitrage : Jean-Jacques Ndala Ngambo |
| 14 novembre 2019 16:00 UTC±0 | Rapport |         |              | Arbitrage : Jean-Jacques Ndala Ngambo | Arbitrage : Jean-Jacques Ndala Ngambo |

| 14 novembre 2019 | Égypte      | 1 - 1   | Kenya      | Stade Borg Al Arab, Alexandrie |                         |
| 18:00 UTC+2      | Kahraba 42e | (1 - 0) | 67e Olunga | Arbitrage : Sidi Alioum        | Arbitrage : Sidi Alioum |
| 18:00 UTC+2      | Rapport     |         |            | Arbitrage : Sidi Alioum        | Arbitrage : Sidi Alioum |

| 2e journée                   | Comores | 0 - 0   | Égypte | Stade Omnisports de Malouzini, Moroni |                            |
| 18 novembre 2019 16:00 UTC+3 |         | (0 - 0) |        | Arbitrage : Bienvenu Sinko            | Arbitrage : Bienvenu Sinko |
| 18 novembre 2019 16:00 UTC+3 | Rapport |         |        | Arbitrage : Bienvenu Sinko            | Arbitrage : Bienvenu Sinko |

| 18 novembre 2019 | Kenya     | 1 - 1   | Togo          | Centre sportif international Moi, Kasarani |                                   |
| 19:00 UTC+3      | Omolo 35e | (1 - 0) | 64e Ouro-Sama | Arbitrage : Alhadi Allaou Mahamat          | Arbitrage : Alhadi Allaou Mahamat |
| 19:00 UTC+3      | Rapport   |         |               | Arbitrage : Alhadi Allaou Mahamat          | Arbitrage : Alhadi Allaou Mahamat |

| 3e journée                   | Kenya    | 1 - 1   | Comores        | Centre sportif international Moi, Kasarani |                           |
| 11 novembre 2020 19:00 UTC+3 | Juma 65e | (0 - 1) | 26e M'Changama | Arbitrage : Mutaz Ibrahim                  | Arbitrage : Mutaz Ibrahim |
| 11 novembre 2020 19:00 UTC+3 | Rapport  |         |                | Arbitrage : Mutaz Ibrahim                  | Arbitrage : Mutaz Ibrahim |

| 14 novembre 2020 | Égypte    | 1 - 0   | Togo | Stade international du Caire, Le Caire |                              |
| 21:00 UTC+2      | Hamdy 53e | (0 - 0) |      | Arbitrage : Louis Hakizimana           | Arbitrage : Louis Hakizimana |
| 21:00 UTC+2      | Rapport   |         |      | Arbitrage : Louis Hakizimana           | Arbitrage : Louis Hakizimana |

| 4e journée                   | Comores               | 2 - 1   | Kenya       | Stade Omnisports de Malouzini, Moroni |                                   |
| 15 novembre 2020 19:00 UTC+3 | Ben 21e · Mattoir 49e | (1 - 1) | 35e Nyakeya | Arbitrage : Bamlak Tessema Weyesa     | Arbitrage : Bamlak Tessema Weyesa |
| 15 novembre 2020 19:00 UTC+3 | Rapport               |         |             | Arbitrage : Bamlak Tessema Weyesa     | Arbitrage : Bamlak Tessema Weyesa |

| 17 novembre 2020 | Togo            | 1 - 3   | Égypte                                 | Stade de Kégué, Lomé |                     |
| 16:00 UTC±0      | Nya-Vedji 90+3e | (0 - 2) | 18e Afhsa · 32e Sherif · 52e Trézéguet | Arbitrage : Issa Sy  | Arbitrage : Issa Sy |
| 16:00 UTC±0      | Rapport         |         |                                        | Arbitrage : Issa Sy  | Arbitrage : Issa Sy |

| 5e journée               | Comores | 0 - 0   | Togo | Stade omnisports de Malouzini, Moroni |                           |
| 25 mars 2021 16:00 UTC+3 |         | (0 - 0) |      | Arbitrage : Mashood Ssali             | Arbitrage : Mashood Ssali |
| 25 mars 2021 16:00 UTC+3 | Rapport |         |      | Arbitrage : Mashood Ssali             | Arbitrage : Mashood Ssali |

| 25 mars 2021 | Kenya        | 1 - 1   | Égypte   | Nyayo National Stadium, Nairobi |                               |
| 19:00 UTC+3  | Abdallah 65e | (0 - 1) | 2e Afhsa | Arbitrage : Thando Ndzandzeka   | Arbitrage : Thando Ndzandzeka |
| 19:00 UTC+3  | Omurwa 75e   | Rapport |          | Arbitrage : Thando Ndzandzeka   | Arbitrage : Thando Ndzandzeka |

| 6e journée               | Égypte                                  | 4 -0    | Comores | Stade international du Caire, Le Caire |                           |
| 29 mars 2021 18:00 UTC+2 | Elneny 15e · Sherif 17e · Salah 21e 25e | (4 - 0) |         | Arbitrage : Boubou Traoré              | Arbitrage : Boubou Traoré |
| 29 mars 2021 18:00 UTC+2 | Rapport                                 |         |         | Arbitrage : Boubou Traoré              | Arbitrage : Boubou Traoré |

| 29 mars 2021 | Togo                 | 1 - 2   | Kenya                          | Stade de Kégué, Lomé      |                           |
| 16:00 UTC±0  | Eninful 90+4e (pen.) | (0 - 1) | 32e Abdallah · 65e (pen.) Juma | Arbitrage : Raymond Coker | Arbitrage : Raymond Coker |
| 16:00 UTC±0  | Rapport              |         |                                | Arbitrage : Raymond Coker | Arbitrage : Raymond Coker |

## Liste des buteurs
2 buts   
- Afhsa
- Mohamed Sherif
- Mohamed Salah
- Hassan Abdallah
- Masoud Juma

1 but  
- El Fardou Ben Nabouhane
- Faïz Mattoir
- Faïz Selemani
- Youssouf M'Changama
- Mahmoud Hamdy
- Mahmoud Kahraba
- Trézéguet
- Mohamed Elneny
- Cliff Nyakeya
- Michael Olunga
- Johanna Omolo
- Elom Nya-Vedji
- Hakim Ouro-Sama
- Henri Eninful